# Tepezalá (község)
Tepezalá község Mexikó Aguascalientes államának északkeleti részén. 2010-ben lakossága kb. 20 000 fő volt, ebből mintegy 4500-an laktak a községközpontban, Tepezalában, a többi 15 500 lakos a község területén található 90 kisebb településen élt.

## Fekvése
Az Aguascalientes állam északkeleti részén fekvő Tepezalá község természetföldrajzi szempontok alapján két részre osztható: nyugati, nagyobbik fele a Mexikói-fennsíkhoz tartozó, a tenger szinte felett kb. 2000 méterrel elterülő síkság, keleti, kisebbik része pedig viszonylag alacsony relatív magasságú hegyvidék, melynek csúcsai a 2600 métert sem érik el. Bár az éghajlat nem rendkívül száraz (400–600 mm eső hull évente), de a csapadék időbeli eloszlása egyenetlen, ezért a község területén minden vízfolyás időszakos. Közülük a legjelentősebbek a Las Pilas, a Los Hornos, az Hondo és a San Pedro. A terület kb. 60%-át (nyugaton és délen) növénytermesztésre használják, 28%-ot bozótos vidék foglal el, a rétek és legelők pedig mintegy 12%-ot tesznek ki.

## Népesség
A község lakóinak száma a közelmúltban folyamatosan növekedett, a változásokat szemlélteti az alábbi táblázat:
| Év   | Lakosság |
| ---- | -------- |
| 1990 | 14 809   |
| 1995 | 16 175   |
| 2000 | 16 508   |
| 2005 | 17 372   |
| 2010 | 19 668   |

## Települései
A községben 2010-ben 91 lakott helyet tartottak nyilván, de nagy részük igen kicsi: 47 településen 10-nél is kevesebben éltek. A jelentősebb helységek:
| Település                 | Lakosság (2010) |
| ------------------------- | --------------- |
| Tepezalá (községközpont)  | 4511            |
| San Antonio               | 3345            |
| El Chayote                | 1817            |
| Carboneras                | 1261            |
| Ojo de Agua de los Montes | 934             |
| Los Alamitos              | 911             |
| Mesillas                  | 878             |
| El Gigante                | 664             |
| El Porvenir               | 588             |
| El Refugio                | 557             |
| La Victoria               | 557             |
| El Tepozán                | 539             |
| Puerto de la Concepción   | 442             |
| Caldera                   | 421             |
| Arroyo Hondo              | 379             |
| El Barranco               | 302             |